# Рокув
Рокув (пол. Roków) — село в Польщі, у гміні Вадовиці Вадовицького повіту Малопольського воєводства.
Населення — 300 осіб (2011).

## Історія
У 1975—1998 роках село належало до Бельського воєводства, підпорядковувалося районній адміністрації у Вадовицях.

## Демографія
Демографічна структура станом на 31 березня 2011 року:
|          | Загалом | Допрацездатний вік | Працездатний вік | Постпрацездатний вік |
| -------- | ------- | ------------------ | ---------------- | -------------------- |
| Чоловіки | 161     | 38                 | 111              | 12                   |
| Жінки    | 139     | 23                 | 86               | 30                   |
| Разом    | 300     | 61                 | 197              | 42                   |